# 中谷学
中谷 学（なかたに がく、1970年12月21日 - ）は、日本のアニメクリエーター、アニメ監督。

## 略歴
カリフォルニア大学サンタクルーズ校をアートと生物学のダブルメジャーで卒業後、株式会社セガ・エンタープライズ就職。ゲーム制作を手掛ける。
2000年米国の ドリームワークス・アニメーション社に入社。ドリームワークスで日本人初のCGスーパーバイザーとして数多くのCGアニメーション作品を手掛ける。
2018年4月放送のTVアニメ「ピアノの森」では初のアニメシリーズ監督を手掛ける。

## 主な作品

### ゲーム開発
- 「バーチャファイター」 - セガAM2研

### 劇場アニメ
- 「マイノリティ・リポート_(映画)」(2002年) - コンポジティング
- 「シュレック2_(映画)」(2004年) - ライター
- 「マダガスカル_(映画)」(2005年) - ライター
- 「シュレック3_(映画)」(2007年) - ライター
- 「マダガスカル2_(映画)」(2008年) - ライター
- 「モンスターVSエイリアン_(映画)」(2009年) - CGスーパーバイザー
- 「ヒックとドラゴン_(映画)」(2010年) - CGスーパーバイザー
- 「マダガスカル3_(映画)」(2012年) - CGスーパーバイザー
- 「ターボ_(映画)_(映画)」(2013年) - CGスーパーバイザー
- 「ペンギンズ FROM マダガスカル ザ・ムービー_(映画)」(2014年) - CGスーパーバイザー

### TVアニメ
- 「ピアノの森」 第1シリーズ (2018年) - 監督
- 「en:Oni: Thunder God's Tale (ONI ~ 神々山のおなり)」(2022年) - コンポジティング コンサルタント